# Lagoa do Ouro
Lagoa do Ouro es un municipio brasileño del estado de Pernambuco. Tiene una población estimada al 2020 de 13 224 habitantes.

## Historia
En 1902, el capitán de la Guardia Nacional, Amador José Monteiro, presentó un manifiesto en nombre de la población del local al ayuntamiento de la ciudad sede del municipio, Correntes. A partir de ahí, fue autorizada la primera feria del poblado, que fue elevado a la categoría de villa con el nombre de Igatauá. El nombre fue cambiado a Lagoa do Ouro (Laguna del Oro) el 9 de diciembre de 1938. El origen del nombre se debe al hallazgo de pepitas de barras de oro en una laguna local perteneciente a la propiedad de João Alves da Silva, conocido como João do Ouro (João del oro).
El municipio de Lagoa do Ouro fue creado por la Ley provincial n.º 3.335, del 31 de diciembre de 1958, desglosándose de Correntes.
Administrativamente, Lagoa do ouro está formada por el distrito sede y por el segundo distrito Igapó, además del poblado de Campo Alegre.